# 古田重定
古田 重定（ふるた しげさだ）は、室町時代末期から安土桃山時代にかけての同朋衆、武将。古田織部（重然）の父。還俗前は勘阿弥。

## 生涯
古田氏は、美濃国の国人で、土岐氏、斎藤道三、織田信長、豊臣秀吉に仕えた。
重定は、勘阿弥と号した土岐氏の同朋衆であった。桑原氏に養子に入ったという。信長が本能寺の変で横死すると、羽柴秀吉に仕え、還俗して主膳正重定と称し、3千石の武士に取り立てられた。
子である若き織部に茶の湯の手ほどきをし、後に織部は千利休の高弟となり天下一の茶人となった。
慶長3年（1598年）8月18日に秀吉が伏見城で没すると、重定は翌19日に殉死した。